# جاك أيتشيسون
جاك أيتشيسون (بالإنجليزية: Jack Aitchison)‏ (5 مارس 2000 في المملكة المتحدة - ) هو لاعب كرة قدم بريطاني في مركز الهجوم. شارك مع منتخب اسكتلندا تحت 16 سنة لكرة القدم ومنتخب اسكتلندا تحت 17 سنة لكرة القدم ومنتخب اسكتلندا تحت 19 سنة لكرة القدم. أما مع النوادي، فقد لعب مع نادي سلتيك.

## وصلات خارجية
- جاك أيتشيسون على موقع الاتحاد الأوربي (الإنجليزية)
- جاك أيتشيسون على موقع قاعدة بيانات كرة القدم.إي يو (الإنجليزية)
- جاك أيتشيسون على موقع Soccerbase.com (لاعب) (الإنجليزية)
- جاك أيتشيسون على موقع Soccerway.com (الإنجليزية)
- جاك أيتشيسون على موقع AS.com (الإسبانية)